# Академия изящных искусств (Франция)
Акаде́мия изя́щных иску́сств (фр. Académie des Beaux-Arts) — одна из пяти академий в составе Института Франции. Существует с 1816 года; создана из объединённых в 1803 году Академии живописи и скульптуры, Академии музыки и Академии архитектуры, возникших ещё в XVII веке.
С 2005 года общее количество академических мест — 57 кресел.
C 2013 года президентом Академии являлся Люсьен Клерг — французский фотохудожник, первый фотограф, избранный членом Академии изящных искусств Франции (2007).
С 2019 года — художник и скульптор Пьер Каррон.

## Структура

### Отделения
- I. Живописи
- II. Скульптуры
- III. Архитектуры
- IV. Графики
- V. Музыкальной композиции
- VI. Свободные члены
- VII. Кинематографии и аудиовизуальных искусств (с 1985)
- VIII. Фотографии (с 2005)

#### Отделение живописи
- Эдгар Максенс (1924)

#### Отделение скульптуры
- Виктор де Вернон (1909)
- Жюль-Клеман Шаплен (1881)
- Жан-Антуан Энжальбер

## Отделение архитектуры
- Огюст Перре — преподаватель

## Члены-корреспонденты в России

### Композиторы
- Рубинштейн А. Г. (с 1875)
- Чайковский П. И. (с 1892)
- Кюи Ц. А. (с 1894)
- Римский-Корсаков Н. А. (с 1907)

### Скульпторы
- Церетели З. — с 2002.[1]

## Выпускники
- Таслицкий, Борис(1911—2005)- художник
- Табет, Антуан Жорж- архитектор (1907—1964)- архитектор